# Sage Karam

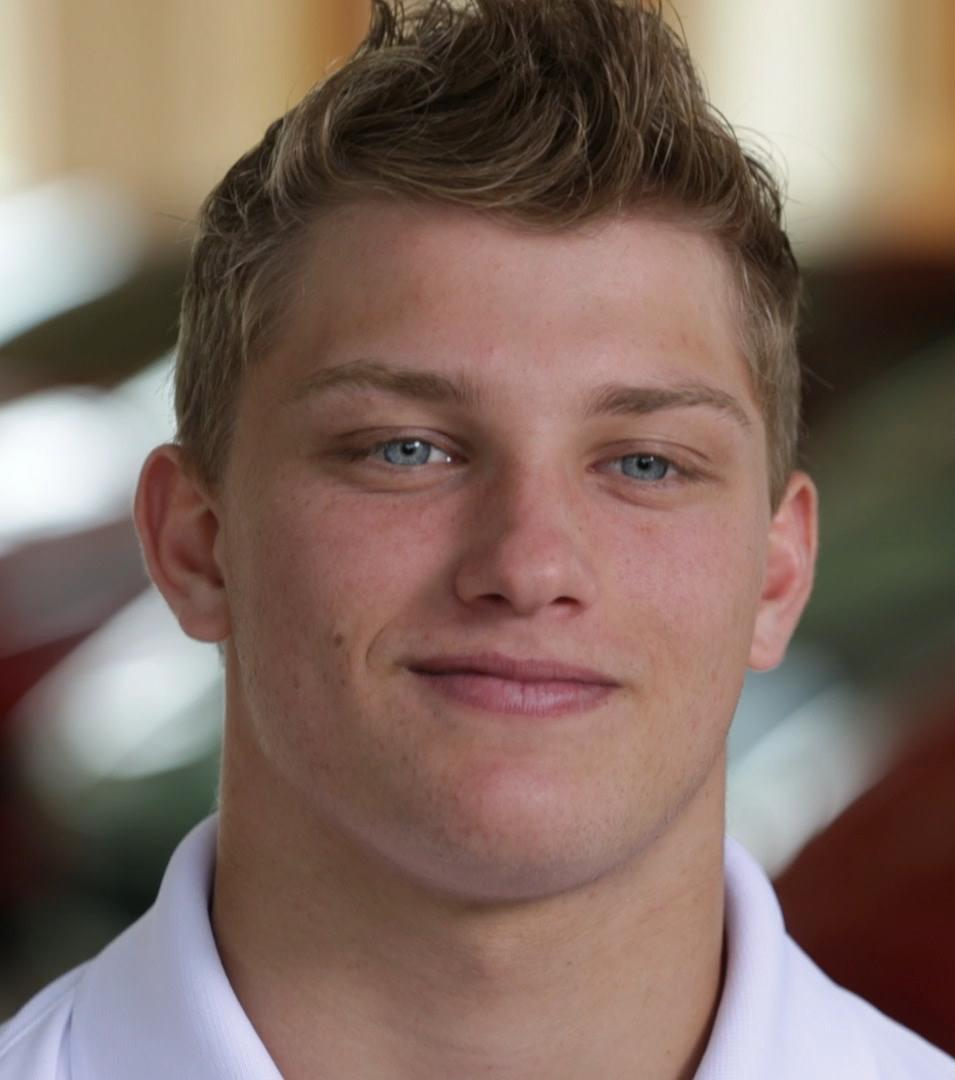
Sage Karam in 2014

Sage Karam (Nazareth (Pennsylvania), 5 maart 1995) is een Amerikaanse coureur. 
In 2010 trad hij aan in de U.S. F2000 voor het Andretti Autosport team. Hij behaalde het kampioenschap dat jaar. In 2011 en 2012 trad hij aan voor Andretti Autosport in het Star Mazda Championship en werd er respectievelijk vijfde met twee overwinningen en derde met drie overwinningen.
Hij won in 2013 de Indy Lights, rijdend voor het Sam Schmidt Motorsports team. Daarbij haalde hij wedstrijdoverwinningen op de Milwaukee Mile, de Iowa Speedway en de Grand Prix van Houston. In 2014 rijdt hij voor het Bryan Herta Autosport team als scholarschip driver de IndyCar Series 2014.